# 하마주
하마주(아랍어: مُحافظة حماه)는 시리아를 구성하는 14개 주 가운데 하나로, 주도는 하마이며 면적은 8,883km2, 인구는 2,051,765명(2009년 기준)이다. 시리아 중부에 위치하고 있고 북서쪽으로는 라타키아주와 이들리브주, 북쪽으로는 알레포주, 동쪽으로는 락까주, 남쪽으로는 홈스주, 남서쪽으로는 타르투스주와 인접해 있으며 주 남쪽에서 북서쪽까지 오론테스강이 흐른다.